# Marc-Louis Questin
Marc-Louis Questin est un écrivain, poète, éditeur, journaliste, conférencier, peintre et magnétiseur français, né à Enghien-les-Bains le 25 mai 1953.

## Biographie
Dès son adolescence, Marc Questin se lance en littérature. À ses seize ans, en 1969, il autoédite une première plaquette : À William. Elle est suivie, l'année suivante, d'une seconde intitulée William's Cocktail, précédé de : inéditionnellement, œuvres oubliées volontairement ou non. En 1974, à vingt-et-un ans, il publie encore deux plaquettes : L'Ange noir en arc-en-ciel et Les Kalices de Bali. Manifeste tantrique. Cette dernière est préfacée par le journaliste Alain Pacadis et compte, selon Jacques Coly, « parmi les classiques de la contre-culture hexagonale ». La notice biographique y précise que Marc Questin préparait alors « une Thèse Nouvelle sur l'Archéologie et une Étude sur DALI : "Raison Pure/Révolte Dure" (Pierre Blanche de l'Artisanat) ».
En 1978, il participe, aux côtés notamment de Michel Bulteau, au tout premier numéro de la revue Bunker, fondée par José Galdo. Il collabore par la suite au second titre du collectif, Blockhaus, et édite plusieurs nouvelles plaquettes sous  son égide : Armageddon (1979), Hiéroglyphiques Incantations (1980), La Traversée du labyrinthe (1980), Norvegicus Polaroïd (1981) et La Nuit des nymphes (Passage au noir) (1982). Robert Sabatier, se penchant sur ces textes dans le cadre de son Histoire de la poésie française, note le goût de Questin pour l'inventaire, le narratif et l'immaturité, qu'il associe à celle de Witold Gombrowicz. À la même époque, Questin contribue également à la revue Sphinx, sous-titrée « Cahiers trimestriels d'alternatives artistiques & culturelles ».
En 1979, il collabore avec le peintre cubain Ramón Alejandro pour un ouvrage intitulé L'Astre des nerfs, qui paraît au Castor astral. Deux ans plus tard, toujours au Castor astral (en coédition avec L'Atelier de l'Agneau), il participe à l'Anthologie 80, dirigée par Jean-Louis Roux et sous-titrée « Bilan et perspectives de la poésie franco-belge-québécoise : auteurs nés après 1930 ». Par la suite, il contribue encore à deux anthologies d'importance : L'Aventure en poésie dirigée par Jean-Pierre Begot (Gallimard, 1984) et l' Anthologie de la poésie mystique contemporaine dirigée Jean-Luc Maxence (Presses de la Renaissance, 1999). Entre 1981 et 1984, Questin collabore à trois des huit numéros de la revue Foldaan, animée par le poète Jacques Josse.
En 1997, Marc Questin cosigne, avec Charles Dreyfus, Henri-Jean Enu, Florence Roqueplo et Xavier de la Salle, la Résolution constitutive de la 11e internationale surmoderniste, texte manifeste publié dans la revue Inter : art actuel. Le collectif y dénonce la domination culturelle de l'Occident, présentée comme une « prédation » menant à l'absence d'invention artistique, remplacée par la « répétition de reproductions formelles venues d'ailleurs ». Au terme de sa tribune, il exprime le souhait d'une « dégénérescence accélérée de l'Occident » qu'il estime par ailleurs « indispensable à la naissance de la Culture ». Par la suite et jusqu'à aujourd'hui, Questin pratique la peinture (notamment la gouache) selon une démarche conforme aux principes surmodernistes.
À partir des années 1990, il change son prénom en Marc-Louis. Il signe sous ce nom ses quatre recueils de poésie : Le Renard de corail (préfacé par l'écrivain Michel Camus et édité par Jean-Luc Maxence aux éditions Le Nouvel Athanor, en 1999), La Vision d'Osiris (préfacé par Thomas Roussot et édité chez Publibook, en 2007), Les Diamants d'Aphrodite (préfacé par le poète Jean Hautepierre, illustré par Jean-Louis Ricaud et publié chez l'éditrice Rafael de Surtis, en 2008) et Le Crépuscule des Otaries (également préfacé par Jean Hautepierre, illustré par Prisca Poiraudeau et paru en 2015 aux éditions Unicité). En 2012, il publie également aux éditions Unicité un premier recueil de nouvelles baroques et décadentes, préfacé par Pierre Brulhet.
Après avoir publié de nombreux recueils aux éditions Unicité, il décide de s'éditer via sa propre structure, les éditions Éleusis : Le Miroir d'Obsidienne y parait en décembre 2019, avec une préface de Fabienne Leloup et une postface d'Oriane Plateau.
Parallèlement à cette activité littéraire, il est aussi l'auteur d'une vingtaine d'ouvrages consacrés aux arts occultes et à la spiritualité, publiés notamment aux éditions Trajectoire. Il en signe plusieurs en qualité de pratiquant, notamment du néodruidisme dont il fut un officiant. Il intervient également en tant que spécialiste dans un documentaire consacré à la magie du Chaos.
Outre des éditions Éleusis, Marc-Louis Questin est le directeur de la revue gothique et fantastique La Salamandre. Journaliste, il notamment contribué aux revues Nouvelles Clés, Contrelittérature, Oxygène, Murmures d'Hirem, Le Monde inconnu, L'Autre Monde, Dragons & Microchips, Chemin de Traverse et Diableries. Il est également peintre et comédien, de même que l'animateur du Cercle Dionysos (1997-2000) et du Cénacle du Cygne.

### Recueils
- Le Miroir des sens, éd. Galactic-Press, 1975 ;
- L'Astre des nerfs, Bègles, éd. Le Castor astral, 1979 ;
- Le Dragon d'améthyste, éd. du  Phénix, 1987 ;
- La Liturgie du haut regard, éd. du  Phénix, 1988 ;
- Le Renard de Corail, Paris, éd. Le Nouvel Athanor, 1999 ;
- La Vision d'Osiris, éd. Publibook, 2007 ;
- Les Diamants d'Aphrodite, Paris, éd. Rafael de Surtis, 2008 ;
- La Citadelle des vierges noires, Saint-Chéron, éd. Unicité, 2012 ;
- Le Crépuscule des Otaries, Saint-Chéron, éd. Unicité, 2015.
- Chevauchant le vide, Saint-Chéron, éd. Unicité, 2018 ;
- La Constellation du Cygne, Saint-Chéron, éd. Unicité, 2020 ;
- La Mandragore d'Héliopolis, Saint-Chéron, éd. Unicité, 2022 ;
- La Nostalgie des libellules, RAZ éditions, 2023 ;
- La Fulgurance des équinoxes, Saint-Chéron, éd. Unicité, 2024.

### Ouvrages collectifs
- Jean-Louis Roux (dir.), Anthologie 80 : bilan et perspectives de la poésie franco-belge-québécoise : auteurs nés après 1930, Paris-Herstal, coéd. Castor astral-L'Atelier de l'Agneau, 1981 ;
- Jean-Pierre Begot (dir.), L'Aventure en poésie, Paris, Gallimard, coll. « Folio Junior », 1984 ;
- Jean-Luc Maxence (dir.), Anthologie de la poésie mystique contemporaine, Paris, Presses de la Renaissance, 1999 ;
- Marc-Louis Questin (dir.), Anthologie de la poésie gothique, Paris-Saint-Chéron, coéd. Éleusis-Unicité, 2014 ;
- La Poésie française 100 ans après Apollinaire. Kaléidoscope : 50 poètes - 50 styles, Paris, éd. Maison de Poésie/Fondation Émile Blémont, 2018 ;
- Antoine Maltaverne (dir.), Les chants des belladones, Gagny, éd. Malpertuis, 2025.

### Essais
- La Renaissance du chamanisme, Paris, éd. Dervy, 1993 ;
- La Tradition magique des Celtes, Paris, éd. Fernand Lanore, 1994 ;
- La Connaissance sacrée des druides, Paris, coéd. Fernand Sorlot-Fernand Lanore, 1995 ;
- La Splendeur du chamane, Monaco, éd. du Rocher, 1997 ;
- Le Miracle des druides, Monaco, éd. du Rocher, 2000 ;
- Le Monde légendaire de Tolkien, Escalquens, éd. Trajectoire, 2002 ;
- La Sagesse de Tolkien ou les prodiges du Silmarillion, Escalquens, éd. Trajectoire, 2003 ;
- Les Mystères du loup, Escalquens, éd. Trajectoire, 2003 ;
- Ces hommes aux pouvoirs exceptionnels, Escalquens, éd. Trajectoire, 2007 ;
- Mystérieuse Wicca, Escalquens, éd. Trajectoire, 2008 ;
- L'Univers magique des fées (ouvrage collectif dirigé par M.-L. Questin), Escalquens, éd. Trajectoire, 2010 ;
- Enquête sur les vampires, fantômes, démons et loups-garous (ouvrage collectif dirigé par M.-L. Questin), Escalquens, éd. Trajectoire, 2011 ;
- La Magie du chaos (ouvrage collectif dirigé par M.-L. Questin), Escalquens, éd. Trajectoire, 2014 ;
- Urban Sax, les musiciens de l'infini, Saint-Chéron, éd. Unicité, 2016 ;
- Les Prophéties du Tigre Blanc, Saint-Chéron, éd. Unicité, 2018 ;
- Le Miroir d'Obsidienne, Brunoy, éd. Éleusis, 2020.
- Les Orchidées philosophales, Brunoy, éd. Éleusis, 2021.

### Guides pratiques
- Musiques de transe et d'éveil, Paris, éd. Accarias-L'Originel, 1990 ;
- La Médecine druidique, Paris, éd. Belfond, 1990 ;
- La Guérison chamanique, Paris, éd. Trédaniel, 1992 ;
- Guide initiatique des arts martiaux, Paris, éd. Montorgueil, 1992 ;
- Le Secret de l'éternelle jeunesse (coécrit avec Richard Khaitzine), Paris, éd. Trédaniel, 1993 ;
- Ces parfums qui soignent (coécrit avec Jean-Claude Houdret et Philippe Kerforne), Paris, éd. Presses du Châtelet, 1997 ;
- Guide de la joie permanente (coécrit avec Philippe Kerforne), Paris, éd. Pocket, 1997 ;
- La Renaissance du chamanisme. Rituels et purification pour un nouvel art de vivre, Paris, éd. Dervy, coll. « Initiation », 1998 ;
- La Magie rituelle sur photos, Tournus, éd. Alain Labussière, 1998 ;
- Traité pratique de magie celte, Escalquens, éd. Trajectoire, 2001 ;
- La Magie sexuelle et amoureuse, Escalquens, éd. Trajectoire, 2001 ;
- En bonne santé grâce aux rêves (coécrit avec Philippe Kerforne), Escalquens, éd. Trajectoire, 2002 ;
- ABC de la méditation druidique, Escalquens, éd. Grancher, 2002 ;
- Nouveaux Rituels pratiques de magie blanche (sous le pseudonyme de Ludovic de Givry), Escalquens, éd. Trajectoire, 2004 ;
- ABC de la magie tsigane, Escalquens, éd. Grancher, 2005 ;
- Entrez dans la cinquième dimension, Escalquens, éd. Trajectoire, 2005.

### Préfaces
- Richard Gandon, Le Grand Livre des runes, Paris, éd. Dervy, 1993 ;
- Tchalaï Unger, Prières pour les peines et les joies d'aujourd'hui, Paris, éd. Dervy, 1994 ;
- Jean-Claude Secondé, Guide initiatique de la radiesthésie, Paris, éd. Montorgueil, 1994 ;
- Samia Bouchetat, Transfigurations, Paris, éd. Le Manuscrit, 2008 ;
- Prisca Poiraudeau, La Demeure des chiens-fantômes, Saint-Chéron, éd. Unicité, 2015 ;
- Julien Noël, Contes du sabbat et autres diaboliques amuseries, Brest, éd. Stellamaris, 2015 ;
- Pierre Brulhet, Le Repaire du loup, Brunoy, éd. Éleusis, 2017 ;
- Menaka de Mahodaya, La Danse divine des Apsaras, Brunoy, éd. Éleusis, 2019 ;
- Antoine Tomé, Histoire du soleil et divagations autour de la lune, Brunoy, éd. Éleusis, 2021.

### Postfaces
- Florence Charrier, Le Procès de l'excès chez Queneau et Bataille, Paris, éd. L'Harmattan, coll. « Approches littéraires », 2012 ;
- Florence Charrier, L'Hôtel d'O, Saint-Chéron, éd. Unicité, 2021, 212 p.  (ISBN 978-2-37355-503-5) ;
- « L'Écriture amoureuse », postface à Florence Charrier, Dévore-moi jusqu'à l'orage, Saint-Chéron, éd. Unicité, 2024  (ISBN 978-2-38638-056-3).

## Carrière de comédien
Marc-Louis Questin a joué dans plusieurs courts-métrages indépendants. Il a notamment incarné le Marquis de Sade dans le film Le Retour de Sade de Manon des Gryeux. Questin a aussi tourné sous la direction de Nikko Dogz (dans Blackwood Hotel), Patrice Galmard (dans X37a5 et Anna), Thomas Jirsa (dans L'Écrivain et Shade of the Trigger) et Athalia Altmann (dans Great Filthy Snuff Apocalypse). En 2017, il apparaît en qualité de figurant dans le clip Le Rap du Diesel de la rappeuse Julie Chaux.
Au théâtre, il a notamment collaboré à des productions de L'Opéra de quat'sous de Bertolt Brecht, de Il campielo de Carlo Goldoni (sous la direction de Claude Viala) et de Roberto Zucco de Bernard-Marie Koltès (sous la direction de Pierre Touvet, pour la Compagnie des accès).
Depuis 2018, il collabore périodiquement à des lectures de tragédies en vers de Jean Hautepierre au Théâtre du Nord-Ouest. En juin 2018, il prête ainsi sa voix à une lecture du diptyque composé du Prince de Carcosa et du Roi en jaune, en janvier 2020, il lit les rôles de De Thou et du Cardinal de Richelieu dans Louis XIII ou La Conspiration de Cinq-Mars et, en septembre 2024, il participe à la lecture de Jean Sobieski ou La Bataille de Vienne.
Questin, formé au Butō par Marlène Jöbstl, pratique également la danse. En mars 2016, il livre notamment un hommage dansé à la chanteuse Nico.

## Collaborations à des projets musicaux
En 2005, Marc-Louis Questin a collaboré avec le groupe post-punk Electric Press Kit. Ensemble, ils ont sorti un album intitulé Hommage à Georg Trakl, sur lequel Questin lit des textes du poète austro-hongrois.
Par la suite, il a aussi posé sa voix sur quatre albums du groupe de musique martial industrial Barbarossa Umtrunk : 72 Candles in Cairo (album en hommage à Aleister Crowley, réalisé en collaboration avec le groupe Kazeria, en 2009), Distant Shores of Hvetramannaland (album sous-titré « A Tribute to Miguel Serrano », réalisé en collaboration avec le groupe Dronerune, en 2011), La Clairière des eaux mortes (album en hommage à l'écrivain Raoul de Warren, réalisé en collaboration avec le groupe Pale Roses, en 2013) et Mushaf Ar-Rash (album en hommage au peuple yézidi, réalisé en 2018). Dans ce dernier, il intervient sur un titre intitulé Emerald Crown Of The Pilgrim Angel.
Il est également crédité comme choriste pour la chanson Opus Vitae, de l'album éponyme (2013) du groupe de musique gothique parisien The Cemetary Girlz.